# عائلة غامبينو
عائلة غامبينو وهي عائلة من 5 عوائل في المافيا من أصول إيطالية صقلية كانت تعيش في مدينة نيويورك، سميت كذلك نسبة لمؤسسها كارلو غامبينو وقد إرتكبت هذه العائلة عدة جرائم في نيويورك و كاليفورنيا من الضرب والقمار واقراض بفوائد عاليه والإبتزاز وتبييض الأموال والدعارة وغش واختطاف الطائرات ومواجهات مسلحة، شاركت في حرب كاستيلاماريس في سنة 1931.